# Erich Ziegel

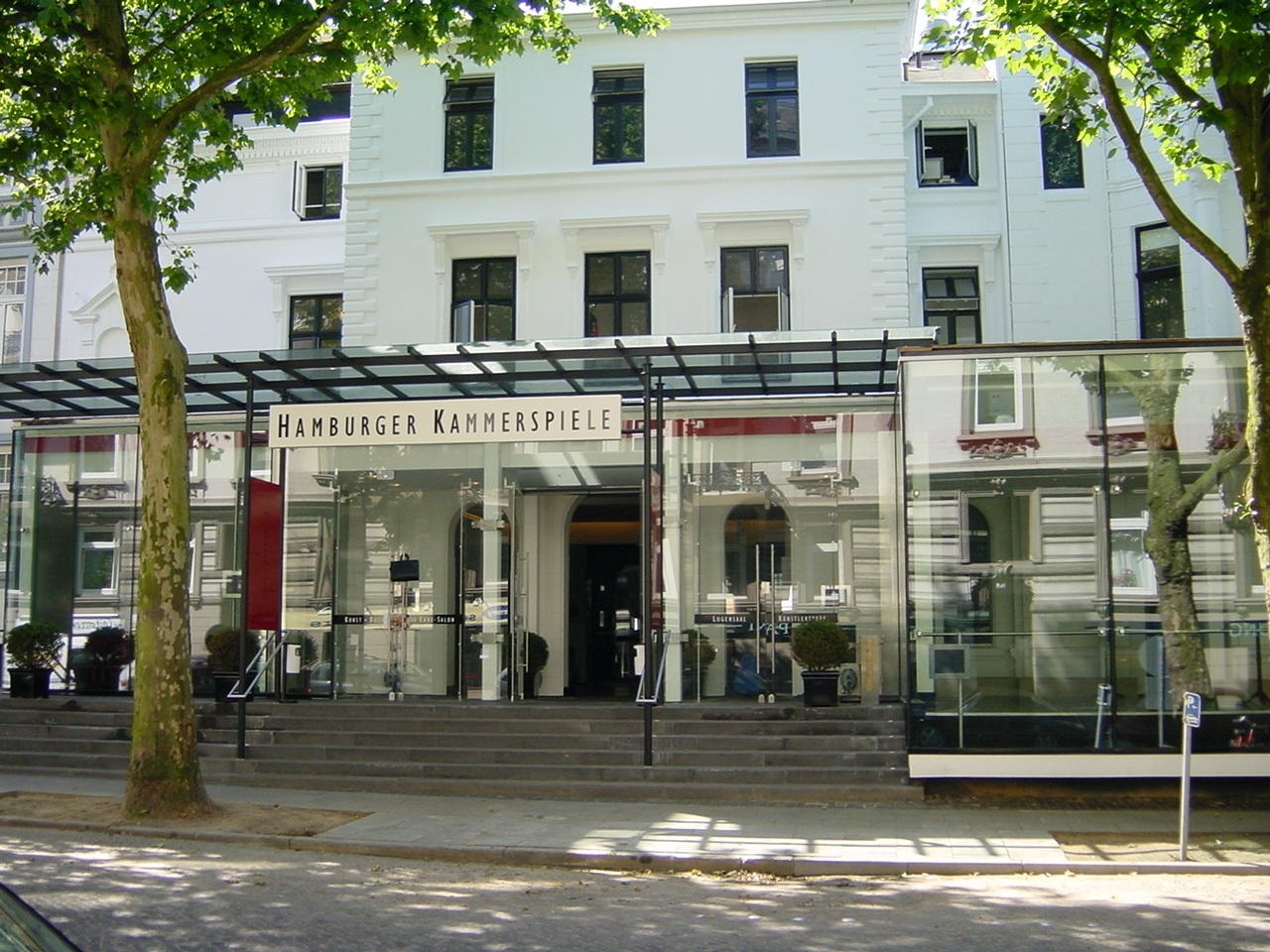
L'Hamburger Kammerspiele, fondé par Erich Ziegel en 1918.

Erich Ziegel (né le 26 août 1876 à Skwierzyna, province de Posnanie et mort le 30 novembre 1950  à Munich, Allemagne de l'Ouest) fut un acteur, metteur en scène, directeur de théâtre et dramaturge allemand.

## Biographie
En 1911, Erich Ziegel fonda le Münchner Kammerspiele et en 1918 l'Hamburger Kammerspiele. Entre 1926 et 1928, il dirigea le Deutsches Schauspielhaus.

## Filmographie partielle
- 1920 : Colombine de Martin Hartwig
- 1937 : Paramatta, bagne de femmes de Douglas Sirk
- 1937 : Huis clos
- 1937 : La Citadelle de Varsovie
- 1937 : Au pays de l'amour (de) (Land der Liebe) de Reinhold Schünzel
- 1938 : Le Défi